# Inferno (Animutant)
Pour les articles homonymes, voir Inferno.
Inferno est un personnage de la série Animutants. Il apparaît dès la saison 1 dans l'épisode portant son nom, et reste présent durant toutes les saisons qui suivent.
- nom: Inferno
- affiliation: Predacons
- Protoform: Maximal
- catégorie: Animutant
- mode animal: fourmi de feu
- armes: lance-missiles/lance-flammes
- équipement: propulseur lui permettant de voler en mode robot

## Histoire
Inferno était l'un des nombreux protoformes Maximals à bord du vaisseau maximal l'Alaxon. Lorsque le vaisseau s'écrasa, il fut largué comme les autres à bord d'une capsule de survie. Mais sa capsule finit par s'écraser sur la Terre préhistorique en plein milieu de la guerre des Animutants, et attira l'attention du Predacon Tarentula, qui désirait le reprogrammer en un nouveau predacon araignée à son service.
Dans ce but, Tarentula brouilla les communications des ordinateurs predacons et Maximals afin d'être le seul à pouvoir s'emparer de la capsule et, aidé de la Veuve noire, se rendit sur place pour entreprendre la reprogrammation. Tous deux arrivèrent en effet les premiers à la capsule, et parvinrent à changer la programmation du protoforme pour en faire un Predacon, mais, à la déception de Tarentula, le scanner avait déjà touché une colonie de fourmis de feu, et ne put donc pas prendre pour mode animal l'araignée que le savant espérait. Ce fut donc sous l'aspect d'une fourmi de feu qu'Inferno s'extirpa de la capsule.
Pour le comble, bien qu'il soit en effet un Predacon, ses programmes étaient endommagés, ce qui permit à son mode animal de prendre le dessus sur sa personnalité : ainsi, il se croyait vraiment une fourmi, considérait sa capsule de survie comme sa colonie et voyait tous ceux qui s'en approchaient (y compris les autres Predacons) comme des envahisseurs menaçant sa colonie... Constatant cela, Tarentula s'empara de la capsule afin de pouvoir capturer Inferno pour s'en faire le maître. Son plan tourna cependant mal, et, après quelques péripéties, la capsule fut finalement détruite par Tigatron.
Privé de sa capsule, Inferno rejoignit les autres Predacons sous les ordres de Mégatron, qu'il considéra par la suite comme sa reine. Bien qu'exaspéré par les surnoms qu'Inferno lui donnait ("La Reine", "Sa Seigneurerie"...), Mégatron l'appréciait beaucoup pour le zèle dont il faisait preuve, et, après la mort de Scorpinor, il le nomma chef en second. A la fin de la saison 3, il est détruit par le laser du Nemesis. Quickstrike subira peu après le même sort.

## Caractère
Inferno, comme dit précédemment, se croit une vraie fourmi. Ainsi, pour lui, Mégatron est la reine (il l'appelle "Sa Seigneurerie") et le Darkside la "colonie". Étant donné la nature du caractère des fourmis, il est dévoué à Mégatron, lui obéit au doigt et à l'œil et n'hésiterai pas à se sacrifier pour le protéger. Cet aspect de sa personnalité, comme on s'en doute, plaît beaucoup à Mégatron, car l'idée de trahir son chef n'effleure même pas Inferno. De plus, il est très sociable vis-à-vis des autres Predacons (on peut le voir jouer aux cartes avec eux), et accepte avec joie de travailler en équipe. Ses assauts sont incessamment ponctués de phrases tels que "Pour la Reine!" ou "Pour Sa Seigneurerie!", souvent accompagnées d'un rire de dément, et il cherche sans cesse à brûler ses ennemis avec tout son fanatisme. Il a aussi une certaine rivalité avec Scorpinor, qui le voit comme un concurrent en tant que fidèle de Mégatron, mais cette rivalité cessera dans la saison 2 avec la mort de Scorpinor.